# Jonas Breitenstein
Pour les articles homonymes, voir Breitenstein.
Jonas Breitenstein, né le 22 août 1828 à Ziefen et mort le 23 mai 1877 à Bâle, est un écrivain suisse.

## Biographie
Jonas Breitenstein est le fils de l’instituteur Hans Heinrich. Il étudie la théologie à Bâle et à Göttingen, et est consacré pasteur en 1852. De 1852 à 1870 il est nommé à Binningen, puis devient secrétaire de la société de bienfaisance de Bâle. Breitenstein a publié en dialecte les idylles Der Her Ehrli (1863) et S Vreneli us der Bluemmatt (1864) et en allemand Erzählungen und Bilder aus dem Baselbiet (1860, sous le pseudonyme de B.T. Jonas) et Jakob der Glücksschmied (1868).

## Publications
- Jonas Breitenstein: Geschichten und Dichtungen, hrsg. vom Ortsmuseum Binningen und dem Dichter- und Stadtmuseum Liestal, 3 Bände, Binningen 2013–2015.
  - Bd. 1 (2013): ’S Vreneli us der Bluemmatt, Die Baselfahrt (aus Erzählungen und Bilder aus dem Baselbiet), Gedichte,  (ISBN 978-3-033-04272-8).
  - Bd. 2 (2014): Der Her Ehrli, Der Herbstmäret in Liestal, Der Vetter Hansheri im Mätteli (beide aus Erzählungen und Bilder aus dem Baselbiet), Ein gemachter Mann, Die Geschichte vom Vikterli und seiner Frau (beide aus Monatsblatt für Frauenvereine, 1861), Gedichte,  (ISBN 978-3-033-04647-4).
  - Bd. 3 (2015): Jakob der Glücksschmied, ein Lebensbild, Die Geschichte vom Storzefried und vom Häfelibäbi (aus Erzählungen und Bilder aus dem Baselbiet), Das arme Annegreteli und sein Kind (aus dem Monatsblatt für Frauenvereine, 1860), Gottfried der Waisenknabe (aus der Jugendbibliothek von Johannes Kettiger), Jörgli, Der Heilig Obe, Die Rittersfrau (alle aus dem Nachlass), Gedichte,  (ISBN 978-3-033-05238-3).